# Karintō

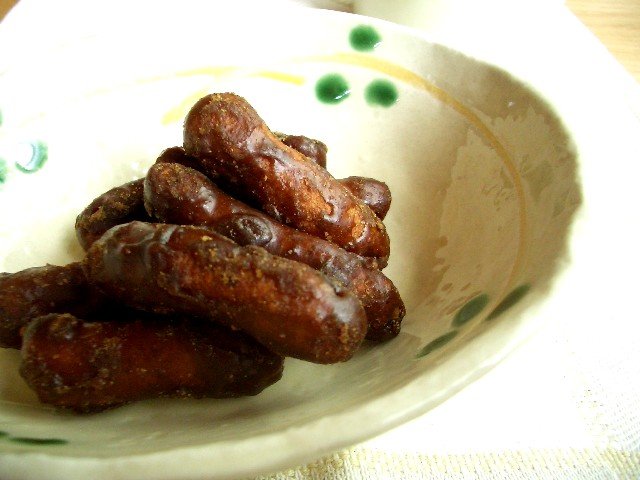
La imagen de unos karintōs.

El Karintō (かりんとう, a veces 花林糖, “caramelo del bosque de flores”?) es un aperitivo tradicional japonés, dulce y frito por dentro, está hecho primordialmente de harina, levadura y azúcar. Es de color marrón oscuro y tiene la apariencia de una salchicha pequeña. Aunque el karintō tradicionalmente se recubre con azúcar moreno, recientemente se han incorporado al mercado variedades recubiertas de azúcar blanco, semillas de sésamo, miso o cacahuetes.

## Historia
El origen del karintō se discute sobre si fue en China o Portugal, pero ha estado disponible en las mercancías de la calle desde al menos el periodo Edo-Tenpo, aproximadamente de 1830 a 1841.